# Bernard Parker
Bernard Melvin Parker (Boksburg, Dél-afrikai Köztársaság, 1986. március 16. dél-afrikai labdarúgó, aki jelenleg a Kaizer Chiefsben játszik, középpályásként és csatárként is bevethető.

## Pályafutása
Parker a Thanda Royal Zuluban kezdte a pályafutását 2004-ben. Öt évig maradt itt, ez alatt az idő alatt 109 gólt szerzett. 2009-ben a szerb Crvena zvezdához került. Nem maradt sokáig, már júliusban továbbállt és a Twente játékosa lett. A FIFA szabálytalanságot talált a szerződésében, mely miatt akár hat hónapra is eltilthatják.

## Válogatott
Parker 2007 óta tagja a dél-afrikai válogatottnak. 2008. szeptember 30-án, Malawi ellen két gólt is szerzett. Ezek voltak első találatai a nemzeti csapatában. Részt vett a 2009-es konföderációs kupán, ahol két gólt lőtt Új-Zéland ellen. A 2010-es világbajnokságon két meccsen lépett pályára.

## Külső hivatkozások
- Adatlapja a FIFA honlapján Archiválva 2012. november 4-i dátummal a Wayback Machine-ben
- Pályafutása statisztikái

## Fordítás
- Ez a szócikk részben vagy egészben  a   Bernard Parker című angol Wikipédia-szócikk fordításán alapul.  Az eredeti cikk szerkesztőit annak laptörténete sorolja fel. Ez a jelzés csupán a megfogalmazás eredetét és a szerzői jogokat jelzi, nem szolgál a cikkben szereplő információk forrásmegjelöléseként.